# Franz Boll (medicinare)
Franz Christian Boll, född 26 februari 1849 i Neubrandenburg, död 19 december 1879 i Rom, var en tysk fysiolog.
Boll blev 1869 medicine doktor och 1870 assistent hos Emil du Bois-Reymond i Berlin, kallades 1873 till professor i fysiologi i Rom. Mest bekant är han genom sin 1876 gjorda upptäckt av synpurpurn, den röda färgen i stavarnas ytterleder i näthinnan. Därjämte utgav han en mängd andra arbeten, av vilka de flesta behandlar histologiska spörsmål.